# 金谷寺
金谷寺(きんこくじ)は、岐阜県美濃市乙狩にある十一面観音菩薩を本尊とする臨済宗妙心寺派の寺院。山号は大洞山。中濃八十八ヶ所霊場二十六番札所。

## 歴史
文明年間に高賀山蓮華峯寺（高賀神社）の一坊、大洞山 龍王寺として創建されたと伝わる。
開山及び開基は不詳。寺号は寺のあった谷から金が取れたことに因むという。
室町時代の末に蓮華峯寺が洪水により流されたため移転した。
その後、万治元年（1658年）に清泰寺二世の鉄松玄固を招いて臨済宗妙心寺派の寺院として再興された。
明治6年（1873年）には牧谷小学校の仮校舎が置かれている。歴史的な経緯から高賀と乙狩の住民を檀家としている。
境内には大師堂があり、中濃八十八ヶ所霊場の二十六番札所となっている。